# Yotam Halperin
Yotam Halperin (24 de enero de 1984, Tel Aviv, Israel) es un exjugador profesional y entrenador de baloncesto que actualmente dirige al Hapoel Jerusalem B.C. de la Ligat Winner.
Fue escogido en el Draft de 2006 en la segunda ronda por los Seattle SuperSonics en el puesto 23.

## Biografía

### Como jugador
Empezó a jugar profesionalmente en el año 2001 con el equipo de su ciudad, el Maccabi Tel Aviv.Con este ha jugado las máximas competiciones siempre al mejor nivel y logrando títulos de gran importancia, como numerosas ligas y dos Euroligas.
Más tarde en el 2005, acabó fichando por el KK Union Olimpija, donde ganó una Liga Eslovena y una copa eslovena.Al finalizar la temporada, fue escogido en el Draft, pero en una posición tan alejada, no disputaría ni de continuidad, ni de minutos, por lo tanto, volvió a su equipo, el Maccabi, donde jugaría durante dos años.En la temporada 2007-2008, llegó a la cúspide de su juego llegando a estar nominado para el segundo mejor quinteto de la euroliga.
Tras eso dos años en Israel, volvió a un equipo de élite, esta vez al Olympiacos BC.
En 2013, firma por el Hapoel Jerusalem B.C. de la Ligat Winner, con el que jugaría durante 5 temporadas, antes de retirarse en 2018.

### Como entrenador
Tras retirarse en 2018, se convierte en director deportivo del Hapoel Jerusalem B.C.
En 2021, tras la salida de Oren Amiel, se convierte en entrenador del Hapoel Jerusalem B.C. de la Ligat Winner.

### Selección
Con la selección israelí, Yotam ya es un jugador experimentado, ya que ha jugado cuatro Eurobaskets, (2003, 2005, 2007 y 2009).Todos ellos sin éxito alguno, ya que nunca ha conseguido un metal con su selección.

## Palmarés
- 2 veces campeón de la Euroliga.
- 7 veces campeón de la Ligat Winner.
- 4 veces campeón de la Copa Israelí.
- 1 vez campeón de la Liga Eslovena.
- 1 vez campeón de la Copa Eslovena.
- 1 vez en el Segundo Mejor Quinteto de la Euroliga.
- MVP de la Copa de la Liga de Israel (2013)